# Zwarte Christus van Wyck
De Zwarte Christus van Wyck, voorheen aangeduid als Zwart Kruis, Miraculeus Kruis of Wonderkruis, is een notenhouten kruisbeeld (corpus) dat zich in de Sint-Martinuskerk in Wyck in de Nederlandse stad Maastricht bevindt. Het beeld stamt waarschijnlijk uit de eerste helft van de 13e eeuw, maar de herkomst is onbekend. De Zwarte Christus behoort tot de vier zogenaamde 'stadsdevoties' van Maastricht, samen met de Sterre der Zee, het borstbeeld van Sint-Servaas en dat van Sint-Lambertus.

## Geschiedenis

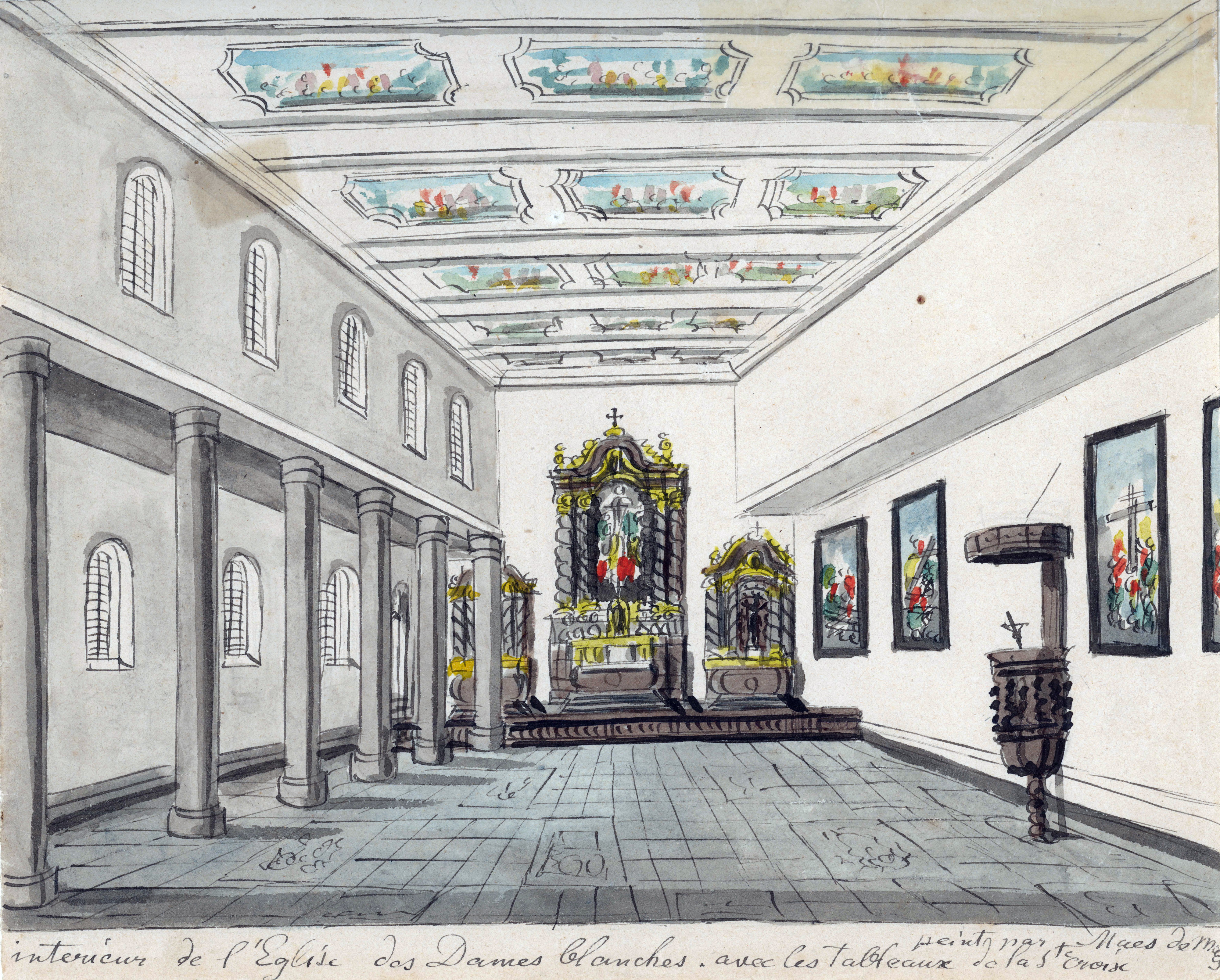
De kapel van het Wittevrouwenklooster (reconstructie door Ph. van Gulpen)

Het staat vast dat de Zwarte Christus tot 1794 (de verovering van Maastricht door Kléber) bewaard werd in het Wittevrouwenklooster aan het Vrijthof (thans Theater aan het Vrijthof). Daar genoot het bijzondere devotie, zowel van Maastrichtenaren als van bedevaartgangers, vooral uit Duitsland, Bohemen, Slovenië en Hongarije. Aan de pelgrims werden zilveren herinneringskruisjes aangeboden, waarvan enkele rekeningen van Maastrichtse zilversmeden bewaard zijn gebleven. Een pauselijke bul uit 1482 verbond een aflaat aan de verering van het beeld.
Nadat in de Franse tijd alle kloosters opgeheven waren, verborgen de zusters het beeld. Na het Concordaat van 15 juli 1801 tussen paus Pius VII en Napoleon Bonaparte was er weer meer godsdienstvrijheid, maar het Wittevrouwenklooster bleef gesloten. De pastoors van de Maastrichtse parochies hadden allen belangstelling voor de Zwarte Christus, maar de bisschop van Luik, Jean-Évangéliste Zaepfell, gaf het beeld in 1804 aan zijn bisschoppelijk commissaris, pastoor Delruelle van de Sint-Martinusparochie, waar het nog immer verblijft.

## Legendes
Volgens een oude legende (voor het eerst opgetekend in 1524) is het kruisbeeld ontstaan uit een notenboom, die gegroeid was uit een noot afkomstig uit de nabijheid van het Heilig Graf in Jeruzalem. Deze noot had een kruisridder uit Riemst na terugkomst uit het Heilige Land aan zijn jongste dochter gegeven. Deze dochter, een vroom meisje, plantte de noot in de tuin, waarna er al snel een notenboom uit ontsproot. Tijdens een onweer werd de boom getroffen door een bliksemflits, waarbij hij open spleet. In de opengespleten boom trof men de volgende dag het kruisbeeld aan. Toen het meisje enige tijd later intrad in het klooster van de Witte Vrouwen aan het Vrijthof, nam zij het kruisbeeld mee.
Volgens een andere legende zou Napoleon Bonaparte het beeld bij zijn bezoek aan de stad in 1803 hebben willen meenemen, maar dit werd voorkomen door hem een replica mee te geven.
Een meer recente legende verhaalt hoe het beeld in de Sint-Martinuskerk terecht kwam. Doordat de Maastrichtse pastoors het niet eens konden worden over wie het beeld zou krijgen, werd besloten het aan de Zwarte Christus zelf over te laten. Het corpus werd op een versierde kar gelegd, getrokken door vier ossen, en deze werd losgelaten. De kar ging linea recta de brug over naar Wyck en de Sint-Martinuskerk werd de nieuwe eigenaar.
Tijdens de Heiligdomsvaart van 1997 werd de legende van de Zwarte Christus van Wyck door een gelegenheidstoneelgroep opgevoerd als openluchtspel in het Faliezusterpark in Maastricht.

## Beschrijving
De Zwarte Christus is gesneden uit één blok donkerbruin notenhout. Het beeld is 172 cm hoog. Aan de achterzijde bevindt zich een holte, afgesloten door een luikje. Hierin bevindt een reliek van het Heilig Kruis. De datering in de 13e eeuw is op grond van stijlkenmerken. Over de herkomst is weinig te zeggen, ofschoon geopperd is dat het beeld door een lokaal beeldsnijder naar Italiaans voorbeeld is vervaardigd. In 1986 is het beeld gerestaureerd.
In de Sint-Martinuskerk hangt het corpus in de noordelijke zijbeuk, naast het priesterkoor. Omstreeks 1960 werd in deze kerk de neogotische uitmonstering van Cuypers grotendeels verwijderd. De Zwarte Christus verloor zijn vergulde kroon en het neogotische zijaltaar werd vervangen door een modern altaar ontworpen door Jef Brouwers en met reliëfs van Frans Timmermans. De tientallen ex voto's die aan de zijwand waren bevestigd, bleven behouden. Het uitgekiende decoratieschema rondom het beeld, met onder andere geschilderde passiewerktuigen, werd echter vervangen door een wandkleed van Hetty Kluytmans in de vorm van een kruis. Deze achtergrond is intussen weer vervangen door een eenvoudig blankhouten kruis met daarachter een rood gordijn.

## Devotie

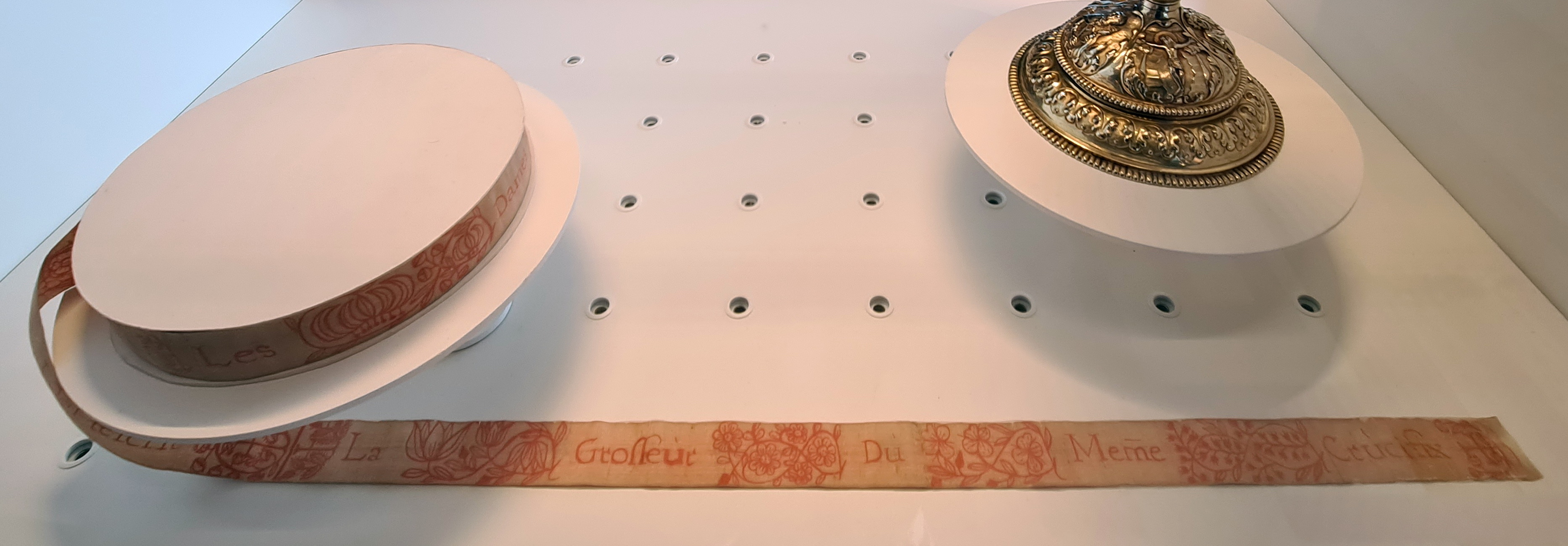
Zijden lint, zgn. 'maat van Christus', in het Maastricht Museum tijdens de tentoonstelling Pelgrimage naar Maastricht (2025)

De Zwarte Christus wordt nog altijd vereerd in Maastricht en omstreken. In de 19e en 20e eeuw werd het vooral aangeroepen door lijders aan open wonden, ontstekingen, koorts, jicht en reuma. Om uiting te geven aan hun devotie, bonden lijders aan deze ziektes (en zwangere vrouwen) een zijden lint of koord om hun middel, dat dezelfde lengte had als het corpus, de zogenaamde 'maat van Christus'. De Broederschap van het Heilig Kruis is in 1813 opgericht om de devotie tot de Zwarte Christus te bevorderen. Zij draagt en begeleidt tevens het beeld tijdens processies.

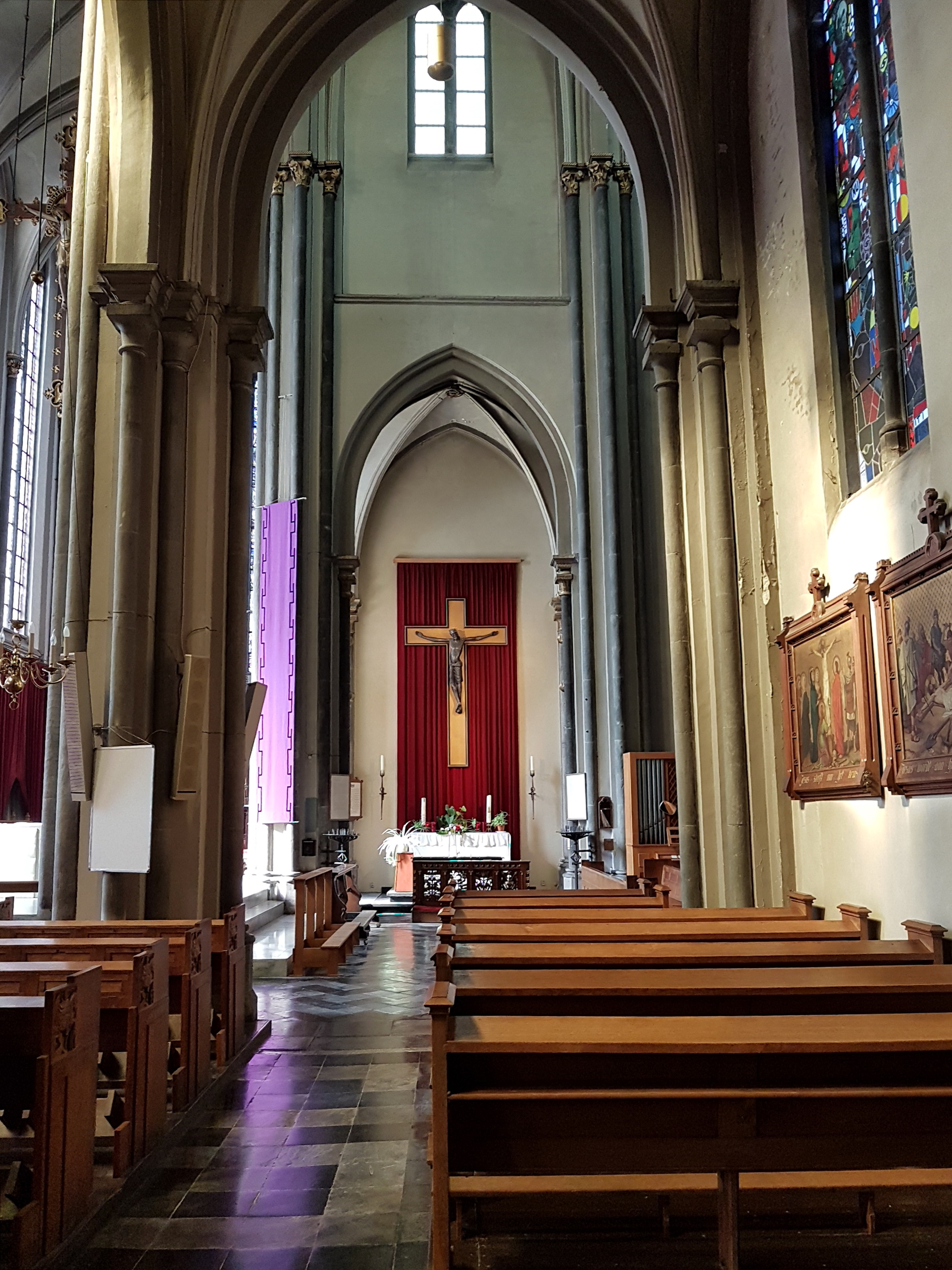
In de Sint-Martinuskerk
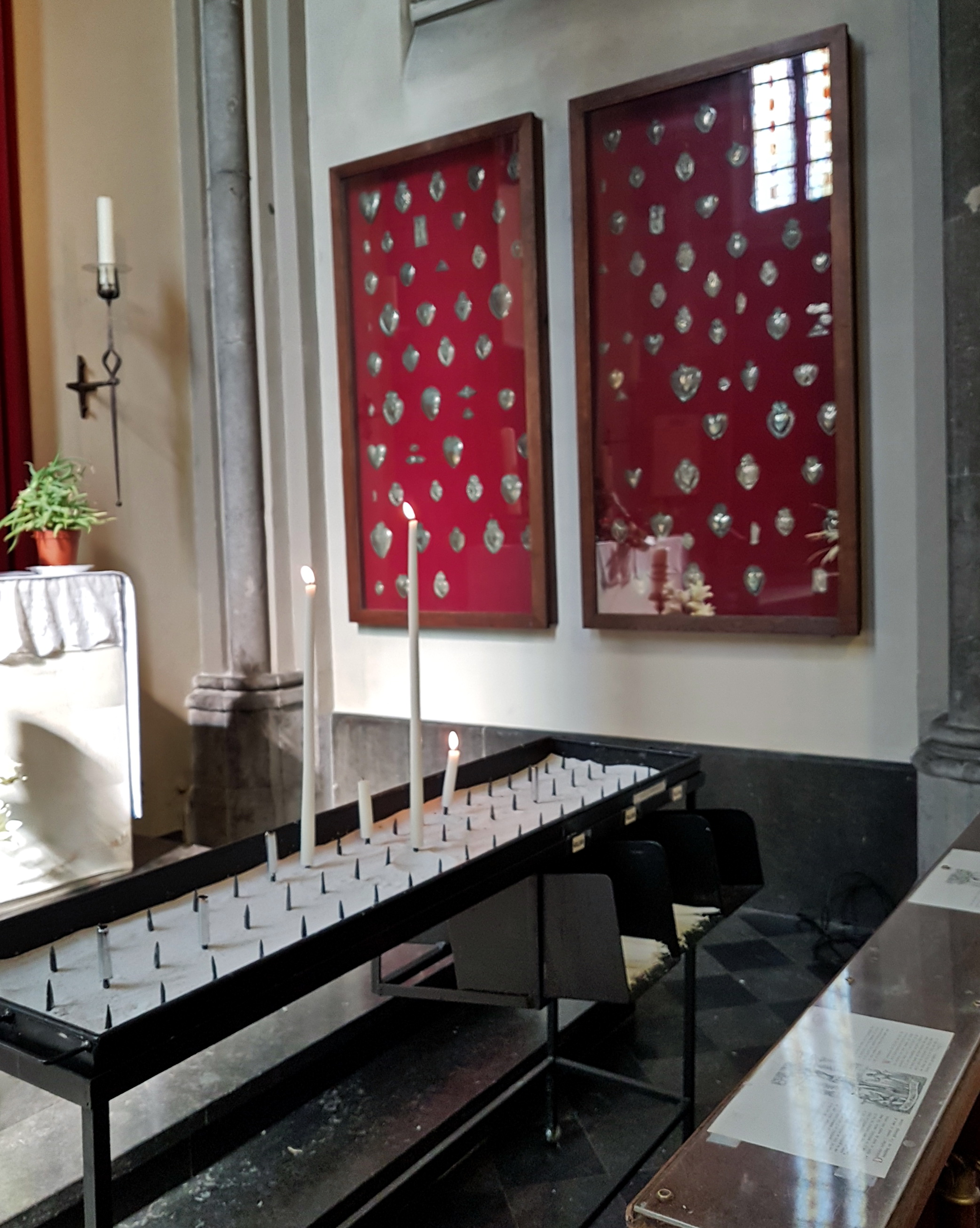
Ex voto's aan de zijwand
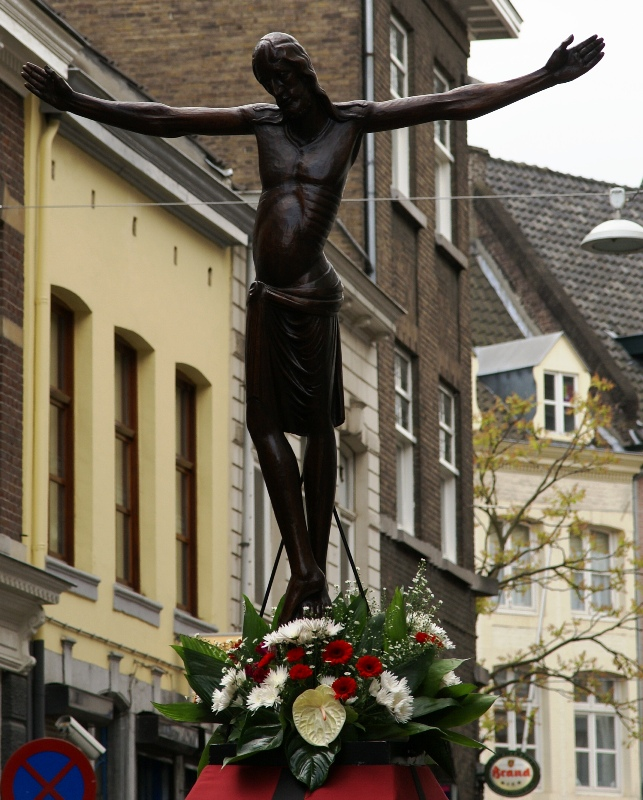
Stadsprocessie, 2010
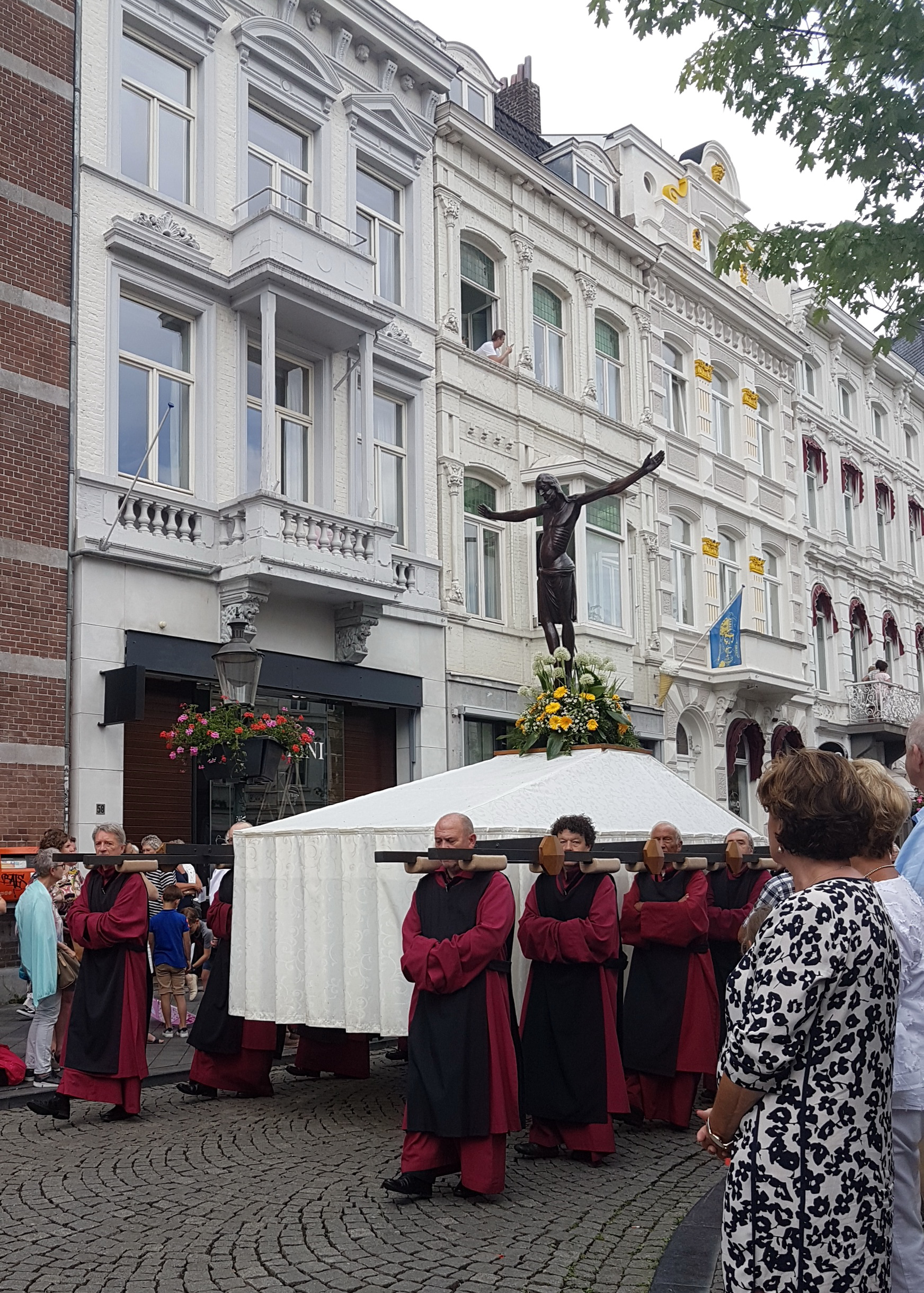
Heiligdomsvaart, 2018